# Bobby Martínez

## Formación
Saxofonista, compositor, flautista y director de orquesta de jazz. Nacido en Filadelfia (Estados Unidos) en 1961, en el seno de una familia descendiente de cubanos. Comienza a tocar el saxo a la temprana edad de 6 años, bajo la tutela del Maestro Rolando Lluis, y es un año más tarde cuando ofrece su primer concierto como solista en el Milander Auditorium of Hialeah (Florida). Fue integrante de la Hialeah High School Jazz Band, bajo la dirección de James McGonigal.
A los 11 años y coincidiendo con su residencia en Venezuela, se convierte en músico profesional y realiza giras por todo el continente americano de la mano de Amador Bendayán, a la vez que integra el grupo del momento, Los Kings.
Durante su etapa en Miami, ya con 15 años, realiza estudios avanzados en el Miami – Dade Community College con John Georgini, gracias a quién ingresó en la Miami – Dade Jazz Band, que triunfó en importantes festivales de jazz del país, como primer saxo tenor. Posteriormente integra la Miami Sound Machine junto con la conocida cantante de origen cubano Gloria Estefan, quien integra en uno de sus primeros álbumes el tema Sunride, compuesto por Bobby. También formó parte de otras famosas bandas como Paragon, Secret Society o Willy Chirino, entre otras.
Tras finalizar su etapa formativa en Miami, perfecciona sus estudios en Nueva York con el clarinetista y saxofonista Eddie Daniels. En el año 1996 llega a Madrid, donde compagina su carrera musical con una gran labor pedagógica, impartiendo numerosas Master Class y Seminarios por todo el continente europeo. Actualmente es profesor de saxofón de la Escuela de Música Creativa de Madrid y dirige la Big Band Latin de dicho centro. Es integrante de la Bob Sands Big Band y tiene su propio quinteto de latin jazz.

## Grabaciones
Aparte de haber trabajado con músicos de la talla de Paquito d´Rivera, Perico Sambeat, Jorge Pardo, Lina Morgan, Gracita Morales y Paco de Lucía. Posee un álbum propio, Bobby Martínez Intensity (1999, Moe Music Spain), con temas originales como Chiken Finger o Samba d´Rivera, y con la colaboración de diversos artistas como el trompetista norteamericano Chris Kase. Además, colaboró en la grabación del trabajo Jazz Sinfónico (2005, RTVE Música), junto a la Orquesta de Radio Televisión Española bajo de dirección de José Nieto. En sus dos últimas grabaciones discográficas, Latin Elation vol. I y II (2005, Espacio creativo discos), los temas que incluye son en su mayoría composiciones del propio Bobby, en las que la banda que le acompaña formada por Manuel Machado (trompeta), Pepe Rivero (piano), Georvis Pico (batería), Santy Greco (bajo eléctrico) y Moisés Porro (percusión), funde bien las raíces afrocubanas con el lenguaje de jazz y su riqueza armónica, influyendo en todo momento con creatividad, soltura y musicalidad. Temas de este álbum son Cuban Skies o Exotica.

## Discografía
- 1981 - Playmate (Morning Records)
- 1993 - Playing Salsa-Bop (Nelson Records, Inc.)
- 1998 - Salsa Jazz (Max Music)
- 1999 - Intensity (Merlin Records Studio / Euromusica)
- 2005 - Latin Elation I (Espacio Creativo Discos)
- 2007 - Latin Elation Vol.II (Free Code Jazz Records)
- 2013 - Better Days To Come (Youkali Music)
- 2016 - Quizás Quizás (Cezanne Producciones) - con Pepe Rivero
- 2022 - Te Lo Dije (Not On Label)